# Bulbophyllum maxillarioides
Bulbophyllum maxillarioides är en orkidéart som beskrevs av Rudolf Schlechter. Bulbophyllum maxillarioides ingår i släktet Bulbophyllum och familjen orkidéer.
Artens utbredningsområde är Papua Nya Guinea. Inga underarter finns listade i Catalogue of Life.